# 少年奇幻

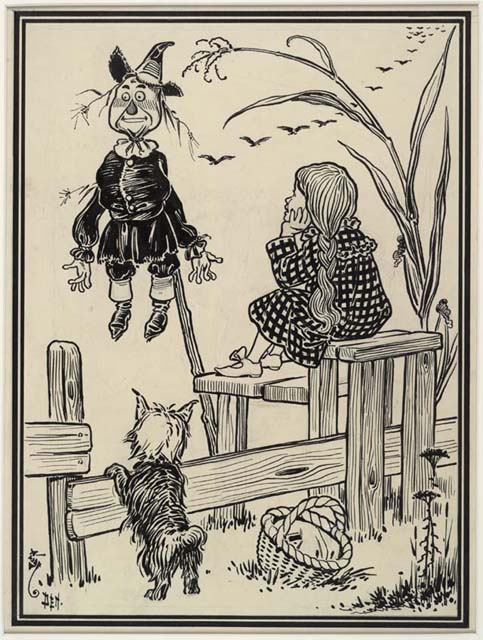
綠野仙蹤的插圖

少年奇幻（Juvenile fantasy）或兒童奇幻（Children's fantasy）是一種奇幻題材的兒童文學作品。  
在這些作品裡的主角都是兒童或青少年，而他們往往在意外或好奇心之下跑到了異界及接觸了新奇事物，而得到不可思議的力量、事物或是朋友，也甚至從中認識和學到了很多事情。
在20世紀最具代表性的少年奇幻作家就是C·S·路易斯。

## 代表作品

### 先驅
- 查爾斯·金斯萊：水孩子
- 喬治·麥克唐納：公主與哥布林、輕輕公主、回到北風
- 路易斯·卡羅：愛麗絲夢遊仙境、愛麗絲鏡中奇遇

### 1900至1945年
- 李曼·法蘭克·鮑姆：綠野仙蹤
- 伊迪絲·內斯比特：五個孩子與牠、不死鳥與毯子、護身符的故事、陶醉城堡
- 托爾金：哈比人歷險記
- 安托萬·德·聖-埃克絮佩里：小王子

### 戰後及1950年代
- C·S·路易斯：納尼亞傳奇系列作
- 羅伯特·安森·海萊因：青少年系列，共十二個故事，亦包含了星艦戰將
- 特倫斯·韓伯瑞·懷特：石中劍、瑪絲翰婦人的歇息

### 20世紀後期
- Susan Cooper：黑紀元
- 瑪麗·諾頓：地板下的小矮人系列
- 娥蘇拉·勒瑰恩：地海巫師與其系列作

### 更近代的系列作
- 菲利普·普爾曼：黑暗元素三部曲
- J·K·羅琳：哈利波特
- Holly Black和Tony DiTerlizzi：奇幻精靈事件簿系列
- 柯奈莉亞·馮克：盜賊之王、墨水心三部曲、龍騎士
- 克里斯多福·鮑里尼：飛龍聖戰
- 艾琳·杭特：貓戰士和熊索者系列